# Żyła klastyczna

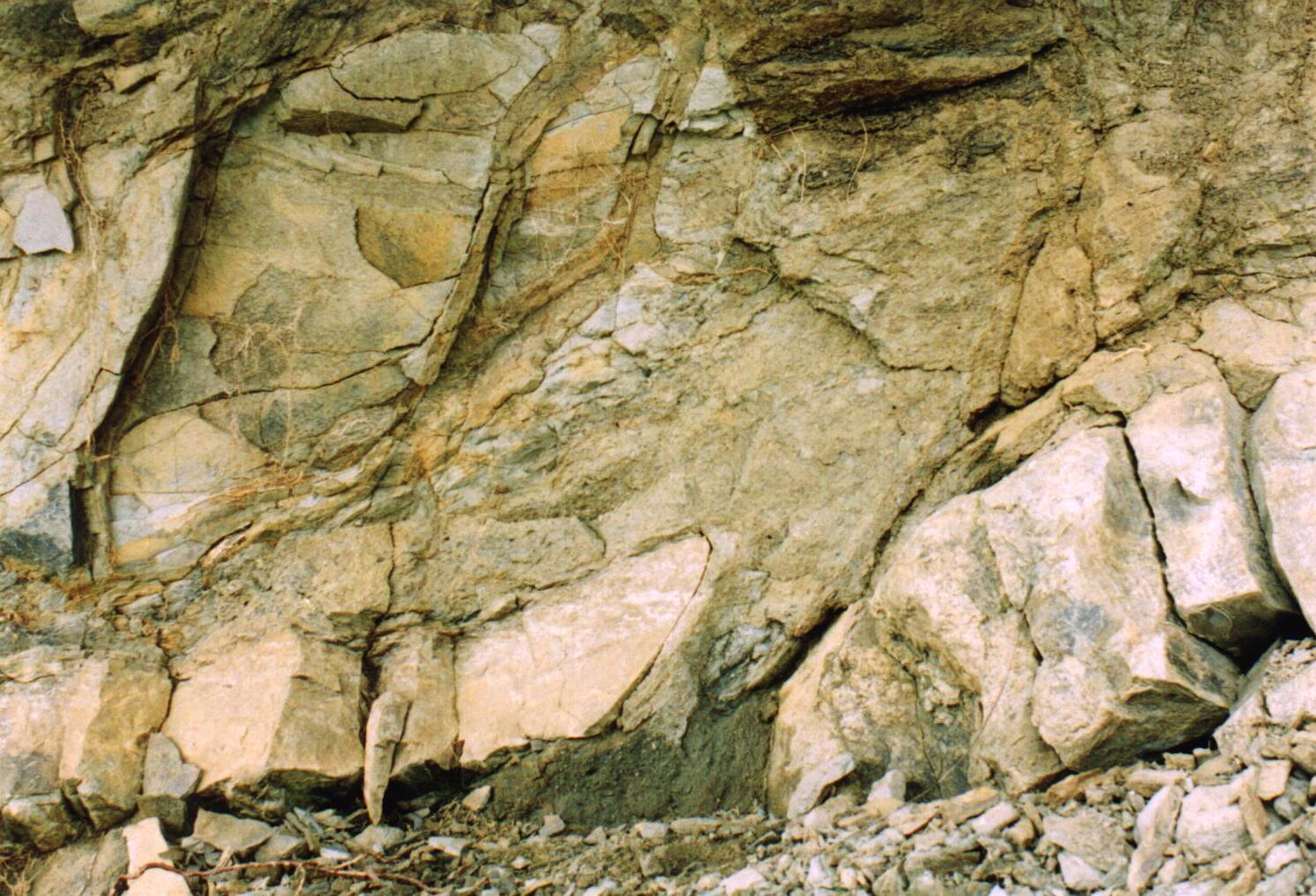
Intruzja klastyczna w utworach fliszowych polskich Karpat

Żyła klastyczna (dajka klastyczna, intruzja klastyczna) – struktura sedymentacyjna występująca w skałach osadowych, powstająca poprzez wciskanie upłynnionego osadu w warstwy otaczające.
Do uruchomienia materiału osadowego dojść może pod wpływem ciśnienia nadkładu, ciśnienia wody lub gazów. Impulsem wyzwalającym bywa wstrząs tektoniczny. Upłynniony materiał, wykorzystując nieciągłości warstw otaczających, takie jak np. spękania, może przebijać się przez nie lub korzystać z istniejących powierzchni uławiceń. Intruzje takie mają rozmiary od milimetrów do kilometrów.
Żyłami klastycznymi określane są również wypełnienia szczelin materiałem osadowym, który dostał się do nich pod wpływem siły ciężkości. Nie dochodzi jednak do intruzji, choć sam proces powoduje powstanie podobnych struktur. Struktury takiego typu określane bywają żyłami neptunicznymi.